# Riad Salameh

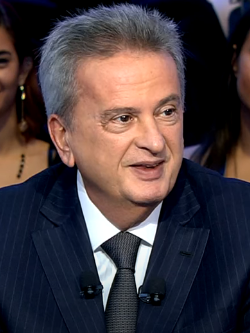
Riad Salameh (2020)

Riad Toufic Salameh (auch Riad Salamé; arabisch رياض توفيق سلامة, DMG Riyāḍ Taufīq Salāma; geboren am 17. Juli 1950 in Antelias) war von April 1993 bis Juli 2023 Leiter der Banque du Liban, der Zentralbank des Libanon. Er wurde per Dekret zum Gouverneur ernannt, das vom Ministerrat des Libanon für eine verlängerbare Amtszeit von sechs Jahren genehmigt wurde. Er wurde für vier aufeinanderfolgende Amtszeiten wieder ernannt: 1999, 2005, 2011 und 2017.
Er war der dienstälteste Zentralbankgouverneur der Welt. Ihm wird die Aufrechterhaltung der Stabilität des Libanesischen Pfund bis 2019 zugeschrieben. Allerdings wird er auch der Korruption, Geldwäsche und der Leitung des größten Schneeballsystems der Geschichte beschuldigt.

## Frühe Jahre
Riad Salameh wurde 1950 in Antelias in eine christlich-maronitische Familie erfolgreicher Geschäftsleute geboren, die lange Zeit in Liberia ansässig war. Seinem Vater Toufic Salameh gehörte das Cedars Hotel in Broummana, und seine Mutter Raniah war eine „bekannte Wohltätigkeitsaktivistin“ und Mitglied des libanesischen Roten Kreuzes, die 1982 ermordet wurde. Er hat drei Geschwister.
Salameh wuchs im Haus seines Großvaters in Antelias auf, besuchte das Collège Notre-Dame de Jamhour der Jesuiten und erwarb danach einen Bachelor-Abschluss in Wirtschaftswissenschaften an der Amerikanischen Universität von Beirut.

## Karriere

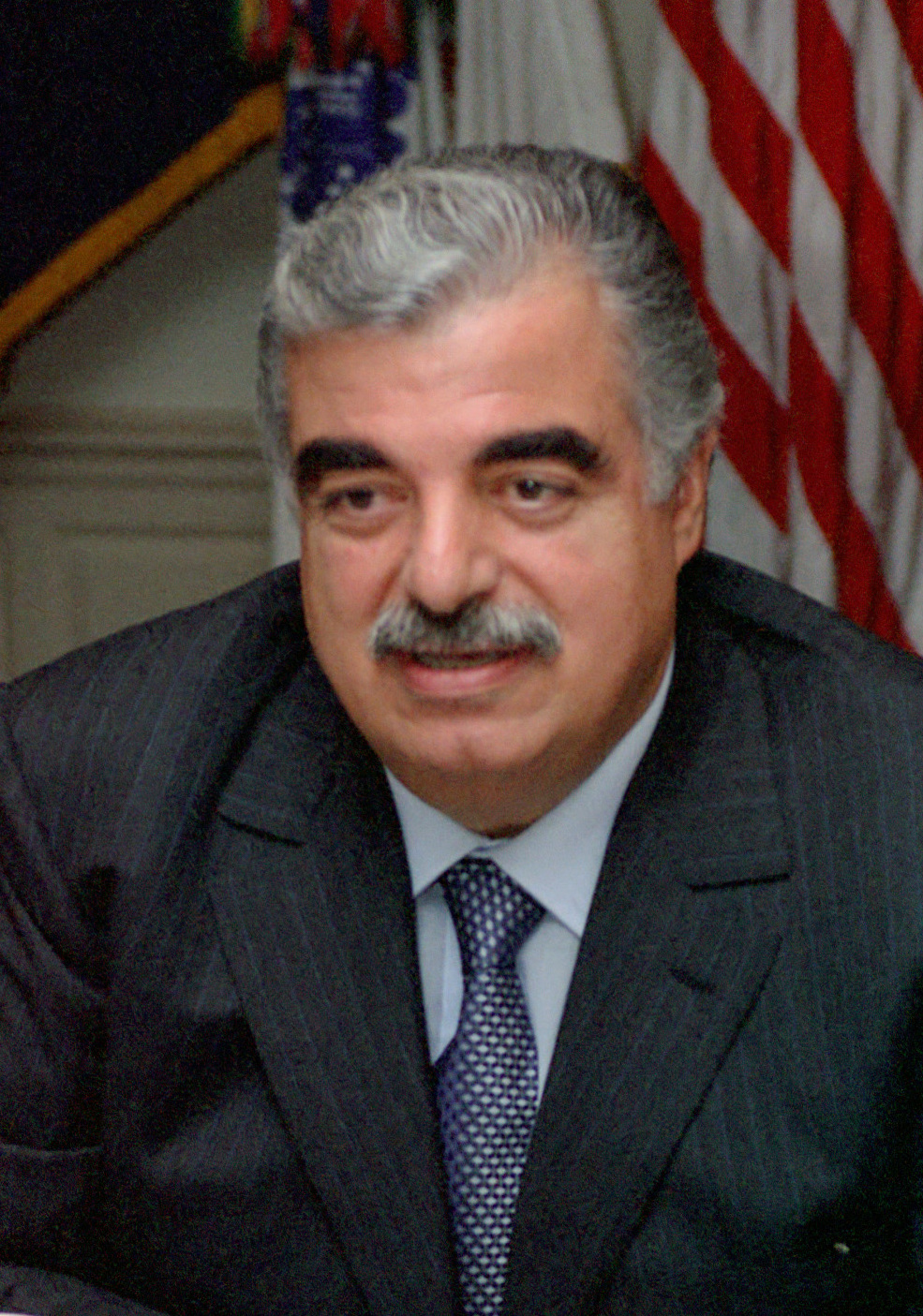
Rafic Hariri ernannte Salameh zum Gouverneur von BDL

### Merrill Lynch
Von 1973 bis 1993 arbeitete Salameh bei Merrill Lynch in Beirut und Paris, zunächst als leitender Angestellter, dann als Vizepräsident und Finanzberater.
Er lernte den Geschäftsmann Rafic Hariri kennen, einen Großinvestor des Unternehmens, und wurde sein Portfolio-Manager.

### Libanesische Zentralbank
Nach dem Ende des Bürgerkriegs wurde Hariri Premierminister und ernannte Salameh zum Gouverneur der libanesischen Zentralbank.
Er trat sein Amt am 1. August 1993 an und wurde in den Jahren 1999, 2005, 2011 und 2017 für vier aufeinanderfolgende Amtszeiten wiederbestellt. Salameh ist Vorsitzender des BDL-Zentralrats, der Higher Banking Commission, der AML/CFT Special Investigation Commission und der Kapitalmarktbehörde.
Er ist Mitglied des Gouverneursrats des Internationalen Währungsfonds (IWF) und des Arabischen Währungsfonds (AMF).
Im Jahr 2012 führte er den Vorsitz bei den Jahrestagungen des Internationalen Währungsfonds (IWF) und der Weltbankgruppe in Tokio.
Am 1. Juli 2013 begann Salameh eine zweijährige Amtszeit als Ko-Vorsitzender der regionalen Beratergruppe für den Nahen Osten und Nordafrika des Financial Stability Board (FSB). Im Jahr 2013 war er Vorsitzender des Gouverneursrats der AMF.

### Bestrebungen
Edward Gardner vom Internationalen Währungsfonds lobte Salamehs Vorgehen: „Man hätte meinen können, sie hätten eine Kristallkugel. Es war sehr klug von den libanesischen Regulierungsbehörden, sich nicht auf all diese riskanten internationalen Investitionen einzulassen, die sich als Verhängnis für viele Bankensysteme herausstellten.“
In einem Interview mit der Zeitschrift Executive aus dem Jahr 2009 antwortete Salameh auf die Frage, wann der Libanon die Auswirkungen der weltweiten Finanzkrise zu spüren bekommen werde:
"Der Libanon wird die Auswirkungen der Finanzkrise nicht spüren, weil wir die notwendigen Maßnahmen präventiv ergriffen. Diese Krise hat sich als Vertrauenskrise entpuppt. Das Vertrauen in den libanesischen Bankensektor und in die Währung im Allgemeinen ist sehr groß, wie die umfangreichen Umrechnungen von Dollar in das libanesische Pfund zeigen. Im Jahr 2008 war die Entdollarisierung sehr wichtig, und die Zentralbank kaufte mehr als 8 Milliarden Dollar von den Märkten. Der Dollarisierungsgrad der Einlagen im Bankensektor sank 2008 von 77 Prozent auf etwa 69 Prozent. Die Maßnahmen, die wir präventiv ergriffen, basierten vor allem darauf, den Bankensektor daran zu hindern, seine Bilanzen zu hebeln, und auf der anderen Seite strukturierte Produkte zu regulieren und den Erwerb von toxischen Vermögenswerten – wie Subprime – durch Banken zu verbieten. So verzeichnete der Bankensektor im Jahr 2008 Gewinne von über 1 Milliarde Dollar, was das beste Jahr für ihn war. Die Liquidität, die wir in unserem System haben, wird eine Krise im Jahr 2009 verhindern.
Im Jahr 2016 leitete er „Financial Engineering“-Operationen mit lokalen Kreditgebern ein, bei denen eine Reihe von Swaps auch Staatsschulden, sowie Einlagen in lokaler Währung und in Dollar kombiniert wurden, um ausländische Reserven anzuziehen und die an den Dollar gekoppelte Währung des Landes zu stützen.
Während der libanesischen Proteste von 2019 bis 2020 kam es zu einer Fehde zwischen Salameh und Premierminister  Hassan Diab, da die Regierung beschloss, ihren Auslandsverpflichtungen nicht nachzukommen, Salameh es aber vorzog, die Auslandsreserven weiterhin zur Zahlung von Zinsen an internationale Gläubiger zu verwenden.
Salameh ist Vorsitzender des Zentralrats der Banque du Liban, der Higher Banking Commission, der AML/CFT Special Investigation Commission und der Kapitalmarktbehörde.
Salameh ist Mitglied des Gouverneursrats des Internationalen Währungsfonds (IWF) International Monetary Fund (IMF) und des Arab Monetary Fund (AMF).

## Kontroversen

### Vorwürfe zu einem Schneeballsystem
Nach den libanesischen Protesten 2019–20 gingen die Einlagen der Banque du Liban innerhalb eines Jahres um 31 Mrd. USD zurück, und das Kreditportfolio der Kreditgeber sank um 18 Mrd. USD, wodurch das Land in die erste Finanzkrise seit drei Jahrzehnten geriet. Der Gouverneur der libanesischen Zentralbank, der 30 Jahre lang eine Aura des Ansehens genossen hat und oft als „Magier“ der Finanzen bezeichnet wird, wurde seit März 2020 von mehreren Meinungsseiten wie An-Nahar und Bloomberg mit dieser Finanzkrise in Verbindung gebracht. Ihnen zufolge schuf Riad ein Schneeballsystem, das über 30 Jahre hinweg den Staat in den Bankrott trieb und zum Verfall der Landeswährung führte.
Auch der französische Präsident  Emmanuel Macron erhob dieselben Vorwürfe und forderte mehr Transparenz im libanesischen Finanzsystem.
Der Gouverneur antwortete auf die Vorwürfe, dass „die im Libanon gezahlten Zinssätze niedriger seien als in Ägypten und der Türkei“. Zudem glaubte er, dass er „zum Sündenbock gemacht wird“.

### Weitere Vorwürfe
Im Juli 2020 beschuldigte eine Gruppe libanesischer Anwälte Salameh offiziell verschiedener Verbrechen, darunter die Veruntreuung von Zentralbankvermögen und die Misswirtschaft öffentlicher Gelder. Am 20. Juli ordnete der libanesische Richter Faisal Makki das Einfrieren eines Teils von Salamehs Vermögen an, nachdem er einer Klage stattgegeben hatte, wonach er angeblich die finanzielle Leistungsfähigkeit des Staates untergraben habe.
Im August 2020 berichtete das Organized Crime and Corruption Reporting Project (OCCRP), dass Offshore-Gesellschaften im Besitz von Salameh über Auslandsvermögen im Wert von fast 100 Millionen US-Dollar verfügen, vor allem Immobilien, hauptsächlich im Vereinigten Königreich, aber auch in Deutschland und Belgien.
Ende Dezember 2020 kündigte Riad Salameh, auf den einige der Demonstranten hingewiesen hatten, die Einleitung einer ethischen Untersuchung an. Die Untersuchung soll das Finanzsystem des Landes überprüfen und feststellen, ob politische Persönlichkeiten ihre Position dazu genutzt haben, Bankbeschränkungen für Fremdwährungsabhebungen und Geldtransfers ins Ausland außer Kraft zu setzen.
Im Jahr 2021 leiteten Frankreich und die Schweiz Ermittlungen wegen Geldwäsche durch Salameh ein. Frankreich war im Zuge der Ermittlungen schließlich der erste Staat, der einen Haftbefehl gegen Salameh auf Interpol veröffentlichte. Die deutsche Justiz veröffentlichte ihrerseits im Mai 2023 einen Haftbefehl. Der Beschuldigte kündigte eine Klage gegen den französischen Haftbefehl an, da er in diesem einen Gesetzesverstoß sieht.

## Gerichtsprozess
Im Februar 2022 erließ Richterin Ghada Aoun eine Vorladung, nachdem Riad Salameh nicht zur Vernehmung vor Gericht erschienen war und sein Aufenthaltsort nach einer Razzia in seinem Büro und zwei Wohnungen im Rahmen einer Untersuchung wegen angeblichen Fehlverhaltens und Korruption unbekannt war.
Dies löste eine Kontroverse mit einer anderen Sicherheitsbehörde aus, die beschuldigt wurde, ihn vor einem Prozess zu schützen. Später, am 21. März, wurden Salameh und sein Bruder Raja von Ghassan Oueidat wegen unrechtmäßiger Bereicherung angeklagt, erschienen aber ebenfalls nicht zur Vernehmung. Sein Bruder Raja Salameh war einen Monat lang in Haft, wurde aber am 22. Mai gegen eine Rekordkaution von 100 Milliarden LBP freigelassen.
Am 21. Juni 2022 wurde sein Haus erneut von libanesischen Sicherheitskräften durchsucht.